# Tuula Pihlajamäki
Tuula Pihlajamäki, coniugata Kotisaari (Nokia, 29 febbraio 1960), è un'ex cestista finlandese.

## Carriera
Con la Finlandia ha disputato i Campionati europei del 1980.